# Bukti
Bukti is een bestuurslaag in het regentschap Buleleng van de provincie Bali, Indonesië. Bukti telt 3558 inwoners (volkstelling 2010).